# Bartramia subulata
Bartramia subulata är en bladmossart som beskrevs av Bruch och W. P. Schimper in B.S.G. 1846. Bartramia subulata ingår i släktet äppelmossor, och familjen Bartramiaceae. Inga underarter finns listade i Catalogue of Life.